# Trippin’
Trippin’ ist eine US-amerikanische Filmkomödie aus dem Jahr 1999 unter der Regie von David Raynr. Der Film war eine der ersten Filmrollen von Anthony Anderson.

## Handlung
Greg nähert sich dem Ende seiner Highschool-Zeit und sein Abschluss rückt immer näher. Er freut sich auf den Abschlussball und hofft, mit Cinny, dem Schulschwarm, hingehen zu können. Als er versucht, seine Eltern um Hilfe bei der Finanzierung des Abschlussballs zu bitten, fangen sie an, ihn zu nerven, nachdem sie herausgefunden haben, dass er noch keine einzige College-Bewerbung ausgefüllt hat, und sagen ihm, dass sie ihm keinen Cent geben werden, bis er eine ausgefüllt hat. Abgesehen von diesen Wünschen ist Greg ein leidenschaftlicher Tagträumer und träumt die ganze Zeit über alles Mögliche.

## Produktion
Trippin’ wurde 1998 in Los Angeles gedreht. Die Narbonne High School in Harbor City wurde für die meisten Schulszenen des Films verwendet. Harbor City in Los Angeles war auch der Drehort für einige Szenen auf der RMS Queen Mary. Der Arbeitstitel des Films während der Produktion war „G’s Trippin“, wurde aber vor der Veröffentlichung zu „Trippin“ gekürzt.

## Kritiken
Roger Ebert gab dem Film 2½ Sterne und schrieb in der Chicago Sun-Times: „Der Film ist süß, aber vorhersehbar, und wir bekommen etwa drei Tagträume mehr, als wir wirklich brauchen. Richmond und Campbell haben beide ein strahlendes Lächeln, und das ist wichtig in einem Film, in dem das Aussehen einer Figur mindestens die Hälfte ihrer Charakterentwicklung ausmacht. Ob Richmond und Campbell eines Tages bessere Rollen bekommen werden, lässt sich nicht vorhersagen, aber aufgrund ihrer Arbeit hier ist es nicht unwahrscheinlich.“

## Einspielergebnisse
Der Film spielte am Eröffnungswochenende 2.527.909 US-Dollar und insgesamt 9.017.070 US-Dollar ein.